# Simon Greenall
Simon James Greenall  (nascido em 3 de janeiro de 1958) é um ator, apresentador e dublador inglês. Entre suas aparições na televisão está como o zelador em Trapped!, Richard em Lucy Sullivan is Getting Married, e como Michael the Geordie nos programas e filmes de Alan Partridge. Ele também dá voz ao Capitão Polar na franquia Octonauts, aos gêmeos nos filmes Shaun the Sheep, e aos suricatos Aleksandr Orlov e Sergei nos anúncios do comparethemarket.com.

## Vida Inicial
Greenall nasceu em 3 de janeiro de 1958 em Longtown, Cumberland. Ele frequentou a Escola de Teatro de Manchester na mesma época que Steve Coogan, que estava dois anos abaixo dele e mais tarde se tornaria um colaborador recorrente de vários dos trabalhos de Coogan, mas acabou sendo deixado de lado.

## Carreira
Greenall apareceu em vários programas de televisão, curtas, filmes e videogames. Os papéis anteriores incluem como policiais em Life Without George (1987), One Foot in the Grave (1990), e Between the Lines (1993); como vários personagens em Alexei Sayle's Merry-Go-Round (1998), Pond Life (2000), e Monkey Dust (2003); e como as vozes de Mr. Bump, Mr. Grumpy e Mr. Happy em The Mr. Men Show (2008). Ele dublou Murgo na franquia de videogame Fable e substituiu Cam Clarke em Final Fantasy XIV como a voz do Lorde Lolorito, além de seu papel regular de dublador, o dragão Nidhogg. No episódio de Doctor Who de 2006 "Love & Monsters", ele interpretou o Sr. Skinner.
Greenall também estrelou os programas de rádio da BBC No Blog, Missing Hancocks e The Simon Day Show. Ele ganhou o prêmio Celebrity Mastermind em 2015 com o tema especializado Desembarques do Dia D  e foi creditado como coprodutor executivo da adaptação cinematográfica de 2011 de Precisamos Falar Sobre o Kevin. Atualmente ele dá voz ao suricato Aleksandr Orlov nos anúncios do comparethemarket.com.
Quando Grant Bovey estava treinando para uma luta de boxe beneficente da BBC contra Ricky Gervais, Greenall era um dos parceiros de treino de Bovey, mas era contra o treino de Gervais. Em 1995, ele ganhou uma homenagem do Writers' Guild of Great Britain Awards na categoria TV - Entretenimento Ligeiro junto com Harry Enfield, Geoffrey Perkins, Harry Thompson, Paul Whitehouse, Ian Hislop, Nick Newman e Kay Stonham pelo programa de televisão de Harry Enfield. Em 2014, ele recebeu uma bolsa de honra da Universidade de Cumbria.

## Links externos
- Simon Greenall at IMDb
- Simon Greenall at United Agents